# Sklereidy

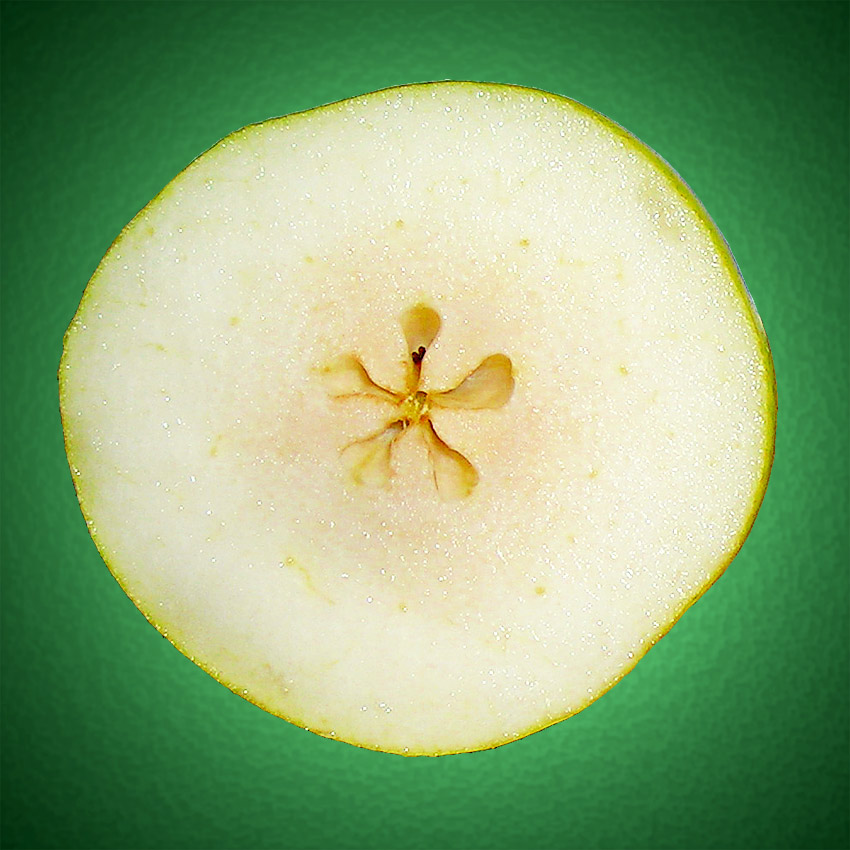
Komórki kamienne występują m.in. wokół gniazda nasiennego w owocu gruszy

Sklereidy, komórki kamienne – jedna z form tkanki wzmacniającej – sklerenchymy, występująca w postaci komórek o bardzo zróżnicowanych kształtach: równowymiarowym, podłużnym, nieregularnie rozgałęzionym.
Mogą występować pojedynczo jako idioblasty lub w małych grupach w różnych tkankach (np. grupy komórek kamiennych w miąższu owocu gruszy). Mogą też tworzyć zwartą, twardą tkankę, z której zbudowane są zewnętrzne części pestek, łupiny orzechów oraz niektórych nasion. Usztywniają blaszkę liściową niektórych roślin, chroniąc przed roślinożercami. Charakter sklereidów wykazują również komórki skórki łusek pąków zimowych. Ich ściany są grube, silnie zdrewniałe, często zawierają suberynę, często wysycone SiO2 lub CaCO3.
Ze względu na kształt wyróżniane są izodiametryczne komórki kamienne – brachysklereidy, rozgałęzione asterosklereidy oraz przypominające kształtem kość – osteosklereidy, bez rozszerzonych końców – makrosklereidy oraz nitkowate i rozgałęzione trichosklereidy.